# ستيفن سميث
ستيفن سميث (بالإنجليزية: Steven Smith (astronaut))‏ (و. 1958 – م) هو رائد فضاء من الولايات المتحدة الأمريكية . ولد في فينيكس، أريزونا .

## ريادة الفضاء
شارك في المهمات الفضائية:
- STS-68
- STS-82
- STS-103
- STS-110.

## التعليم
تعلم في جامعة ستانفورد